# Janez Svetokriški
Janez Svetokriški (pravo ime Tobija Lionelli), slovenski baročni pridigar in pisec, * 22. marec 1648, Črniče, † 17. oktober 1714, Gorica. 
Rodil se je kot nezakonski sin slovenske matere Katarine Sidonije Hrobat z rihenberške graščine in očeta Italijana grofa Friderika Hieronima Lanthierija iz Krmina, poznejšega novomeškega prošta, kot Ioannes, priimek Lionelli pa mu je posodil prijatelj Lanthierijevih. Postal je kapucinski menih, znan pod imenom Janez Svetokriški (po kraju službovanja Sveti Križ ). Služboval je po različnih samostanih v Sloveniji, na primer v Kapucinskem samostanu sv. Frančiška v Svetem križu (kraj je bil leta 1955 preimenovan v Vipavski križ) in na Hrvaškem ter si medtem zapisoval pridige, ki jih je izdal v zbirki petih knjig z naslovom Sveti priročnik  (latinsko Sacrum promptuarium). Ena najbolj znanih pridig je Na noviga lejta dan. Tisk so omogočili plemiški in cerkveni dobrotniki. 
Sveti priročnik je izhajal v letih 1691–1707. Prvi dve knjigi sta izšli v Benetkah, zadnje tri pa v Ljubljani. V delu uporablja primorski pogovorni pokrajinski jezik, slog je baročno obložen in gostobeseden, vsebuje veliko latinskih navedkov. Prav tako so prisotni tudi germanizmi. V njem lahko najdemo opise življenja Slovencev ob koncu 17. stoletja.